# Salix sphaeronymphoides
Salix sphaeronymphoides är en videväxtart som beskrevs av Yi Liang Chou. Salix sphaeronymphoides ingår i släktet viden, och familjen videväxter. Inga underarter finns listade i Catalogue of Life.